# Đoạn lá to
Đoạn lá to, tên khoa học Tilia platyphyllos, là một loài thực vật có hoa trong họ Cẩm quỳ. Loài này được Giovanni Antonio Scopoli miêu tả khoa học đầu tiên năm 1771.
Đây là loài bản địa phần lớn các nước châu Âu, bao gồm cả địa phương ở miền tây nam nước Anh, đang phát triển trên đất nhiều đá vôi.